# 赵晋 (1973年)
赵晋（1973年7月19日—），山西原平人，在江苏南京长大，地产商人，原江苏省委常委、省委秘书长、中国老龄事业发展基金会第一副理事长赵少麟之子。

## 地产经营
1994年6月7日，共青团中央办公厅发展第三产业的需要，经江苏省建委批准，在江苏省工商局核准登记注册，创建了南京世昌房地产开发公司，没有共青团背景的赵晋因其父赵少麟的关系被团中央办公厅任命为公司法人和总经理。该公司为全民所有制企业，实行独立核算、自负盈亏，注册资金1000万元，地点设在南京市工人新村108号，主营房地产开发及中介服务，兼营建筑材料、建筑装潢、建筑五金的销售协作。
赵晋凭借父亲赵少麟的政治权力和裙带关系的庇佑，官商勾结，在南京、济南、天津等地从事房地产开发的过程中，恐吓殴打拆迁户，擅自增加樓房層數，通过將臥室處理成“飄窗”、“裝飾性陽台”的計算方法，無限制擴大容積率以牟取暴利，人称“最牛开发商”。2014年6月中旬，赵晋被有关部门带走调查。与赵晋有牵涉的官员不仅仅是他的父亲，还有国家行政学院原常务副院长何家成，河北省委原书记周本顺，山东省委原常委、济南市委原书记王敏，江苏省委原常委、南京市委原书记杨卫泽，天津市政协原副主席、天津市公安局原局长武长顺以及包括沈东海、崔志勇、杜娜丽在内的现任和前任天津城建系统官员。2014年以来，上述官员均已落马，并先后被“双开”。赵少麟、何家成两家是通家之好，赵晋称呼何家成为“干爹”。赵晋与周本顺之子周靖是多年好友，两个人一直形影不离，“周靖特别听赵晋的话”。周本顺之妻段雁秋视赵晋如同自己的儿子。